# Bierschinken

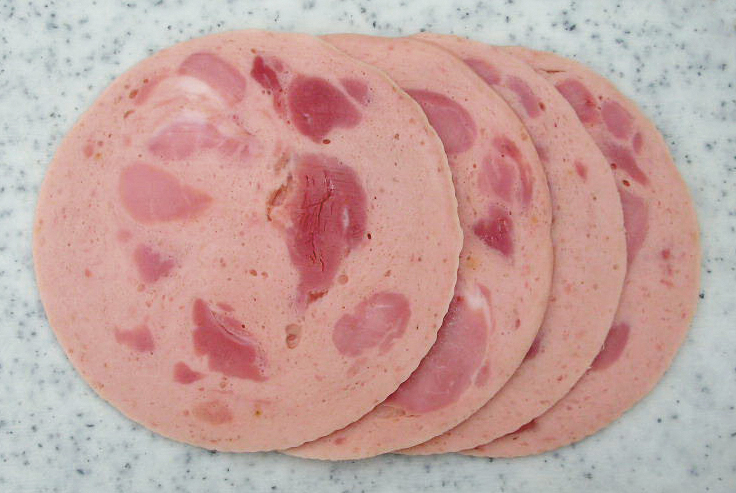
Aufgeschnittener Bierschinken

Als Bierschinken werden verschiedene Fleisch- und Wurstwaren aus Schweinefleisch bezeichnet, die typischerweise zum Bier als Imbiss oder Aufschnitt verzehrt werden. 

## Herstellung
Allgemein versteht man unter Bierschinken eine Brühwurst mit grober Fleischeinlage. Für die Herstellung verwendet man eine Mischung aus Aufschnitt-Grundbrät sowie fett- und sehnenfreiem Schweinefleisch. Typische Gewürze sind Pfeffer, Mazis und Ingwer. Zur Würze wie zur Rötung wird Nitritpökelsalz verwendet. Zur Vorbereitung schneidet man das Fleisch in kirsch- bis walnussgroße Würfel und salzt es. Dabei handelt es sich nur um ein Ansalzen, nicht um ein Pökelverfahren, anschließend wird es intensiv mit den anderen Gewürzen verknetet. Abschließend mischt man die Fleischwürfel gleichmäßig mit der Brätmasse. Die Würste werden in braunen Kunstdärmen mit Kaliber 90/50 abgefüllt und 120 Minuten in Wasser oder Wasserdampf gegart (gebrüht). Nach dem Abkühlen sind sie sofort verzehrfähig.

## Varianten
- Bayerischer Bierschinken enthält zusätzlich Senfkörner und gehackte Pistazien
- Für gefüllten Schinken wird ein Mengenverhältnis von 80 % Fleisch und 20 % Brät genutzt, während es üblicherweise 60 % Fleisch und 40 % Brät sind
- Für Käsebierschinken wird die fertige Brät-Fleisch-Mischung mit Käsewürfeln vermengt. Es werden dafür Käsesorten mit niedrigem Fettgehalt verwendet.
- Für Pfeffer-Bierschinken wird Grüner Pfeffer ohne Lake verwendet. Im Gegensatz zu anderen Varianten wird diese nach dem Brühen noch heiß geräuchert.
- Bierschinken, fettreduziert besteht aus 80 % Fleisch und 20 % fettreduziertem Grundbrät.
- Für Puten-Bierschinken wird das Schweinefleisch und -brät durch Pute ersetzt. Geflügel-Bierschinken enthält unterschiedliche Mengenverhältnisse von Puten- und Hühnerfleisch.
- Für Rinderbierschinken wird das Schweinefleisch gegen fett- und sehnenfreies Rindfleisch ausgetauscht. Dieses wird in Streifen (ca. 8 × 40 mm) statt Würfel geschnitten bzw. geschnetzelt. Die Garzeit erhöht sich dadurch auf 150 Minuten.

## Echter Bierschinken
Bei diesem handelt es sich um eine Fleischware, im Gegensatz zu den Wurstwaren. Für die Zubereitung verwendet man meist Fleischteile, die auch für Rollschinken, Formschinken und Kochschinken verwendet werden. Beim Nasspökeln wird ein Teil des Wassers für die Lake durch dunkles Lagerbier ersetzt. Die sonstige Herstellung entspricht den genannten Fleischwaren.
Eine Spezialität ist Echter Bierschinken aus Schweinerücken. Dafür werden zwei gepökelte Schweinelachse an der Knochenseite mit Aspik zusammengefügt und mit einem Darm umhüllt. Diese wird anschließend bridiert oder mit einer Kochform gepresst. In dieser Form wird er dann in Wasser oder Brühe gegart. Eine Variante davon wird nach dem Garen warm geräuchert.